# Dorne (Fluss)
Die Dorne ist ein Fluss in Frankreich, der im Département Ardèche in der Region Auvergne-Rhône-Alpes verläuft. Er entspringt im Regionalen Naturpark Monts d’Ardèche, im Gemeindegebiet von Le Chambon, entwässert generell in nordöstlicher Richtung und mündet nach rund 21 Kilometern im Gemeindegebiet von Le Cheylard als rechter Nebenfluss in den Eyrieux.

## Orte am Fluss
- Le Chambon
- Mariac
- Dornas
- Le Cheylard